# Pedipes unisulcatus
Pedipes unisulcatus is een slakkensoort uit de familie van de Ellobiidae. De wetenschappelijke naam van de soort is voor het eerst geldig gepubliceerd in 1866 door Cooper.